# КоЗмај фест
КоЗмај фест је музички фестивал који спаја едукацију, авантуру и музику у природном окружењу планине Космај основан 2024. године.

## О фестивалу
КоЗмај фестивал је настао из љубави према музици, планини Космај као и према заједници која воли природу. Циљ оснивача је био да створе простор за сусрет, изражавање, истраживање и раст. 
Први КоЗмај фест одржан је 24. августа 2024. године, на фудбалском терену на врху Космаја. Програм је започет у 13 часова, а музички део од 19.30 часова и трајао је до дубоко у ноћ, пружајући посетиоцима разноврсне активности. За све заинтересоване посетиоце фестивала који воле камповање,био је организован и камп, који се налазио у фестивалској зони. 
На првом КоЗмај фесту наступили су регионални реге поп бенд Зостер, локална група Два ипо милиона до јаја ствари, за DJ пилтом нашли су се Vahicabi, београдски двојац White City Soul, Bash Hitovi, локални DJ Никола Михаиловић и млада нада електронске музике Cytech.
Осим музичког догађаја посетиоце током трајања феста могу да учествују у неколико креативних и уметничких активности - психолошке радионице, шетње са планинарима, винске радионице, сликање у природи, јога, као и посебан програм за децу, смештен у великој зони за најмлађе. Део фестивалске зоне посвећен је базару малих домаћих произвођача са и из околине Космаја, као и из других крајева Србије.
Други КоЗмај фест биће одржан 22. и 23. августа 2025. године са темом која гласи На таласу културе. Током два дана посетиоци ће уживати у наступима извођача који спајају различите музичке правце и енергије, међу њима су Ничим изазван, Бојана Вунтуришевић, Cosmic G, Vahicabi, али и многи други представници домаће алтернативне и електронске сцене.